# Waldron-Gletscher
Der Waldron-Gletscher ist ein Gletscher an der Banzare-Küste des ostantarktischen Wilkeslands. Er mündet auf halbem Weg zwischen dem Sandford- und dem Morse-Gletscher in die Ostseite der Porpoise Bay.
Luftaufnahmen der Operation Highjump (1946–1947) dienten seiner Kartierung. Das Advisory Committee on Antarctic Names benannte ihn 1955 nach Thomas W. Waldron, Kapitänsgehilfe auf der Porpoise bei der United States Exploring Expedition (1838–1842) unter der Leitung von Charles Wilkes.